# Hans-Gunnar Leche
Hans-Gunnar Leche, född 21 maj 1921 i Stockholm, död 5 juni 2005, var en svensk psykiater. Han var son till Gunnar Leche.
Leche blev medicine licentiat vid Karolinska institutet i Stockholm 1950, förste underläkare vid Långbro sjukhus 1953, överläkare för hjälpverksamheten vid Sidsjöns sjukhus 1960, Säters sjukhus 1963, Psykiatriska sjukhuset i Stockholm  (Konradsberg) 1966, överläkare för den öppna vården vid Långbro sjukhus 1967, överinspektör för den psykiatriska sjukvården vid Socialstyrelsen 1969 samt var medicinalråd och byråchef vid Socialstyrelsen 1972–81.

## Utmärkelser
- Riddare av Nordstjärneorden, 6 juni 1970.[1]